# 陸路
| ウィキペディアには「陸路」という見出しの百科事典記事はありません（タイトルに「陸路」を含むページの一覧/「陸路」で始まるページの一覧）。 代わりにウィクショナリーのページ「陸路」が役に立つかもしれません。 |